# Port lotniczy Ras al-Chajma
Port lotniczy Ras al-Chajma (IATA: RKT, ICAO: OMRK) – międzynarodowy port lotniczy położony 18 km od miasta Ras al-Chajma, w emiracie o tej samej nazwie, w Zjednoczonych Emiratach Arabskich.

## Linie lotnicze i połączenia
| Linia lotnicza    | Kierunek |
| ----------------- | --- |
| Air Arabia        | 1. Dżudda (powrót 15 grudnia 2024) 2. Islamabad 3. Kair 4. Kozhikode 5. Lahore 6. Moskwa-Domodiedowo (od 27 grudnia 2024) 7. Peszawar |
| Air India Express | 1. Kannur 2. Kozhikode 3. Lucknow |
| IndiGo            | 1. Hyderabad 2. Mumbaj |
| Ural Airlines     | Sezonowe czartery: 1. Moskwa-Domodiedowo                                                                                              |